# کی‌وون جون
کی‌وون جون (به انگلیسی: Kwon Jun) (زاده ۱۲ اکتبر ۱۹۸۷) هافبک فوتبال اهل کره‌جنوبی است. وی سابقه حضور در تیم ملی زیر ۲۰ سال کره‌جنوبی را دارد.وی در سال ۲۰۱۲ به پرسپولیس تهران پیوست.